# Dhuburi
Dhuburi (engelska: Dhubri, hindi: धुबरी जिला) är en ort i Indien.   Den ligger i distriktet Dhuburi och delstaten Assam, i den östra delen av landet, 1 300 km öster om huvudstaden New Delhi. Dhuburi ligger 34 meter över havet och antalet invånare är 62 525.
Terrängen runt Dhuburi är mycket platt. Runt Dhuburi är det tätbefolkat, med 286 invånare per kvadratkilometer. Dhuburi är det största samhället i trakten. Trakten runt Dhuburi består till största delen av jordbruksmark.